# Az Emberekért (szlovák párt)
Az Emberekért (szlovákul Za ľudí) egy szlovákiai jobboldali liberális politikai párt, amit Andrej Kiska volt szlovák államfő alapított Szlovákiában. 2020 augusztus 8. óta a párt elnöke Veronika Remisová.

## Választási eredmények

### Parlamenti választások
| Választás | Szavazatok száma | Szavazatok aránya | Mandátumok száma | Mandátumok aránya | Parlamenti szerepe |
| --------- | ---------------- | ----------------- | ---------------- | ----------------- | ------------------ |
| 2020-as   | 166 325          | 5,77%             | 12               | 8%                | kormánypárt        |
| 2023-as   | 264 137          | 8,89%             | 16               | 10,6%             | bejutott           |

## A párt vezetői
| Név                   | hivatal kezdete     | hivatal vége       |
| --------------------- | ------------------- | ------------------ |
| Az Emberekért elnökei |                     |                    |
| Andrej Kiska          | 2019. szeptember 2. | 2020. augusztus 8. |
| Veronika Remišová     | 2020. augusztus 8.  | hivatalban         |